# Kenkichi Iwasawa
Kenkichi Iwasawa (Kiryū, 11 settembre 1917 – Tokyo, 26 ottobre 1998) è stato un matematico giapponese, conosciuto per i suoi contributi in teoria dei numeri algebrica, dove ha introdotto la teoria di Iwasawa.

## Riconoscimenti
- 1959 Premio Asahi
- 1962 Premio Cole
- 1962 Prize of the Japan Academy
- 1979 Premio Fujiwara